# She Beats
She Beats è il secondo album in studio del gruppo australiano Beaches pubblicato nel 2013 dall'etichetta discografica Chapter Music.

## Tracce
1. Out of Mind – 4:22
2. Keep on Breaking Through – 2:24
3. Dune – 3:58
4. Send Them Away – 3:53
5. The Good Comet Returns – 2:31
6. Distance – 5:03
7. Weather – 3:03
8. Granite Snake – 5:27
9. Tanzanite – 4:16
10. Veda – 3:47
11. Runaway – 3:40

## Formazione
- Antonia Sellbach - chitarra elettrica, voce
- Alison Bolger - chitarra elettrica, voce
- Ali McCann - chitarra elettrica, voce
- Gill Tucker - basso elettrico, voce
- Karla Way - batteria